# Scalmicauda ancaeus
Scalmicauda ancaeus är en fjärilsart som beskrevs av Sergius G. Kiriakoff 1968. Scalmicauda ancaeus ingår i släktet Scalmicauda och familjen tandspinnare. Inga underarter finns listade.